# Самбаиба
Самбаиба (порт. Sambaíba) — муниципалитет в Бразилии, входит в штат Мараньян. Составная часть мезорегиона Юг штата Мараньян. Входит в экономико-статистический микрорегион Шападас-дас-Мангабейрас. Население составляет 5487 человек на 2010 год. Занимает площадь 2478,703 км². Плотность населения — 2,21 чел./км².

## Демография
Согласно сведениям, собранным в ходе переписи 2010 г. Национальным институтом географии и статистики (IBGE), население муниципалитета составляет:
| Полное население                               | Полное население                               | Полное население                               | Полное население                               | 5487  |
| ---------------------------------------------- | ---------------------------------------------- | ---------------------------------------------- | ---------------------------------------------- | ----- |
| в том числе:                                   | Городское население                            | 2836                                           | Процент городского населения, %                | 51,69 |
|                                                | Сельское население                             | 2651                                           | Процент сельского населения, %                 | 48,31 |
|                                                | Мужское население                              | 2894                                           | Процент мужского населения, %                  | 52,74 |
|                                                | Женское население                              | 2593                                           | Процент женского населения, %                  | 47,26 |
| Плотность населения, чел/км²                   | Плотность населения, чел/км²                   | Плотность населения, чел/км²                   | Плотность населения, чел/км²                   | 2,21  |
| Население муниципалитета в % к населению штата | Население муниципалитета в % к населению штата | Население муниципалитета в % к населению штата | Население муниципалитета в % к населению штата | 0,08  |

По данным оценки 2016 года, население муниципалитета составляет 5554 жителя.

## Статистика
- Валовой внутренний продукт на 2003 год составляет 48 006 023,00 реалов (данные: Бразильский институт географии и статистики).
- Валовой внутренний продукт на душу населения на 2003 год составляет 9472,38 реала (данные: Бразильский институт географии и статистики).
- Индекс развития человеческого потенциала на 2000 год составляет 0,609 (данные: Программа развития ООН).